# Alfred Huber (Fußballspieler)
Alfred Huber (* 29. Januar 1910 in Istanbul, Osmanisches Reich, heute Republik Türkei; † 25. Januar 1986 in Rastatt) war ein deutscher Fußballspieler.

## Karriere

### Vereine
Huber gehörte dem Rastatter FV 04 von 1925 bis 1939 und dem aus der Fusion hervorgegangenen FC Rastatt 04 von 1939 bis 1945 als Abwehrspieler an, mit einer Unterbrechungszeit von 1933 bis 1936, als er für den 1. FC Pforzheim als Stürmer aktiv gewesen ist.
Dem Jugendalter entwachsen kam er für den Verein erstmals in der Saison 1928/29 in der regional höchsten Spielklasse, der Bezirksliga Württemberg/Baden, Gruppe Baden zum Einsatz, in der er bis Saisonende 1932/33 spielte. Als Zweiter der Gruppe Baden 1931/32 nahm er mit der Mannschaft an der Endrunde um die Süddeutsche Meisterschaft in der Gruppe Süd/Ost teil, die sie als Siebtplatzierter von acht Mannschaften abschloss.
Es folgten drei Spielzeiten für den 1. FC Pforzheim in der Gauliga Baden, in einer von anfangs 16, später auf 23 aufgestockten Gauligen zur Zeit des Nationalsozialismus im Deutschen Reich als einheitlich höchste Spielklasse.
Nach Rastatt zurückgekehrt, spielte er die Saison 1936/37 mit dem Rastatter FV 04 als Neuling in der Gauliga Baden, stieg als Letztplatzierter von 10 Vereinen aus dieser jedoch ab. Erst zur Saison 1939/40 gelang der abermalige Aufstieg in die Gruppe Mittelbaden, aus der er allerdings wieder absteigen musste. Zur Saison 1941/42 gelang der erneute Aufstieg in die Gruppe Süd; in der  Saison 1944/45 fand kein regelmäßiger Spielbetrieb mehr statt.
Nach dem Ende des Zweiten Weltkriegs gewann er 1946 mit dem FC Rastatt 04 den Südbadischen Pokal.

### Auswahl-/Nationalmannschaft
Am 4. Mai 1930 bestritt er sein einziges Länderspiel für die A-Nationalmannschaft, die in Zürich mit 5:0 über die Schweizer Nationalmannschaft erfolgreich war. Des Weiteren erhielt er zwei Berufungen in die Auswahlmannschaft des Süddeutschen Fußball-Verbandes gegen die Auswahlmannschaft des Norddeutschen Fußball-Verbandes und des Wiener Fußball-Verbandes.

## Erfolge
- Südbadischer Pokal-Sieger 1946
- Aufstieg in die Gauliga 1928, 1936, 1939, 1941